# Bolidens FFI
Bolidens FFI är en idrottsklubb i Boliden i Sverige.
Föreningen bildades våren 1926 på ett kafé i Nyholm, en by utanför Boliden. Föreningen hette ursprungligen Bolidens Allmänna Idrotts Klubb, men redan samma höst fick den sitt nuvarande namn, Bolidens Förening För Idrott (Bolidens FFI). I föreningen har det funnits sektioner för alpint, bandy, bordtennis, brottning, friidrott, skidor, orientering, fotboll och ishockey. Under årens lopp har flera sektioner brutit sig loss eller upphört. I dag finns sektionerna orientering, innebandy, ishockey och fotboll.

## Ishockey
Boliden FFI har fått fram några framstående svenska hockeyspelare som Jonathan Hedström, Fredrik Warg, Pär Holmqvist, Niklas Westerlind, Nils Erik "Pingen" Karlsson. Klubben har spelat i Division 2 sedan säsongen 08-09 då man kvalade upp från Division 3. Tränare för tillfället Dag Lindegren och Michael Holmberg.